# Paungde
Paungde är en stad i Myanmar. Den ligger i regionen Bago, i den södra delen av landet, 150 km söder om huvudstaden Naypyidaw. Paungde ligger 35 meter över havet och folkmängden uppgår till cirka 25 000 invånare.

## Geografi
Terrängen runt Paungde är mycket platt. Runt Paungde är det ganska tätbefolkat, med 230 invånare per kvadratkilometer. Omgivningarna runt Paungde är en mosaik av jordbruksmark och naturlig växtlighet.

## Klimat
Tropiskt monsunklimat råder i trakten. Årsmedeltemperaturen i trakten är 25 °C. Den varmaste månaden är april, då medeltemperaturen är 32 °C, och den kallaste är december, med 22 °C. Genomsnittlig årsnederbörd är 2 592 millimeter. Den regnigaste månaden är juli, med i genomsnitt 587 mm nederbörd, och den torraste är januari, med 1 mm nederbörd.